# Malyj Gakkel'
Malyj Gakkel' (in russo Малый Гаккель?; la "piccola Gakkel'"; segnata su alcune mappe come Malyj Amiot, Малый Амиот) è un'isola russa che si trova nella parte occidentale del golfo di Pietro il Grande, nel mar del Giappone, nell'Estremo Oriente russo. Appartiene amministrativamente al Chasanskij rajon, del Territorio del Litorale.

## Geografia
L'isola si estende da nord a sud per 150 m, con una larghezza massima di circa 50 m; ha uno sviluppo costiero di 0,33 km. Le coste sono ripide e rocciose. L'isola è in parte ricoperta da piante erbacee ed arbusti. Non ci sono fonti d'acqua dolce. Il promontorio meridionale dell'isola è formato da una lunga striscia di ghiaia e massi. Malyj Gakkel' si trova tra l'isola di Bol'šoj Gakkel' e la terraferma, a est della penisola di Krabbe.

## Toponimo
L'isola, nel 1870, ha preso il nome del capitano Modest Vasil'evič Gakkel' (Модест Васильевич Гаккель), capo costruttore di porti del Pacifico orientale.